# Alberto Chividini
Alberto Chividini (Buenos Aires, 23 februari 1907 – 31 oktober 1961) was een Argentijns voetballer. Chividini was een van de spelers die deel uitmaakten van de Argentijnse selectie bij het eerste Wereldkampioenschap voetbal in 1930. Hij speelde hierin enkel tegen het Mexicaanse voetbalelftal, een wedstrijd die Argentinië won met 6-3.
In 1933 won hij met CA San Lorenzo de Almagro de Primera División van Argentinië.